# Brigades Al-Nasser Salah al-Din
Les brigades Al-Nasser Salah al-Din (en arabe : ألوية الناصر صلاح الدين) est l'aile militaire du Comité de résistance populaire, un ensemble de diverses organisations armées palestiniennes qui opèrent dans la bande de Gaza.

## Présentation
Les brigades Al-Nasser Salah al-Din sont considérées comme terroristes par Israël et les États-Unis. 
Son commandant, (en) Rafat Harev Hussein Abu Hilal, est tué par Israël le 19 octobre 2023, lors de la Guerre de Gaza de la même année